# Need for Speed
Need for Speed (NFS) es una franquicia de videojuegos de carreras y aventuras publicada por Electronic Arts y actualmente desarrollada por Criterion Games. La serie se centra en las carreras callejeras ilícitas y, en general, les da el papel a los jugadores de completar varios tipos de carreras, infringiendo en más de una ocasión la ley local en persecuciones policiales. La serie lanzó su primer título, The Need for Speed en 1994. El título proviene de una famosa cita de la película de 1986 Top Gun. Desde Need for Speed: High Stakes, la serie también ha integrado la personalización de los vehículos en el juego.
Need for Speed ha sido elogiado por sus emocionantes persecuciones policiales y es la serie de videojuegos de carreras más exitosa del mundo. También es una de las franquicias de videojuegos más exitosas de todos los tiempos, vendiendo más de 150 millones de copias de juegos de la serie hasta la fecha. Debido a sus ventas, la propia franquicia también se ha expandido a otras formas de medios, incluyendo una adaptación cinematográfica realizada por DreamWorks Pictures, Touchstone Pictures, Reliance Entertainment y juguetes con licencia de Hot Wheels™.
La serie en sí ha sido supervisada y tuvo juegos desarrollados por varios equipos notables a través de los años, incluyendo EA Black Box y Criterion Games, los creadores de la franquicia Burnout. Sin embargo, en agosto de 2013, tras la reducción de Criterion Games, se anunció que el desarrollador sueco Ghost Games obtendría el control total de la franquicia Need for Speed y supervisaría todo el desarrollo futuro de la serie principal. En ese momento, el 80% de los miembros de Ghost Games eran empleados de Criterion Games. A la fecha de 2020, la franquicia volvió a estar en manos de Criterion Games.

## Jugabilidad
Casi todos los juegos de la serie NFS emplean las mismas reglas fundamentales y mecánicas similares: el jugador controla un coche de carreras en una variedad de carreras, con el objetivo de ganar la carrera. En el modo torneo/carrera, el jugador debe ganar una serie de carreras para desbloquear vehículos y pistas. Antes de cada carrera, el jugador elige un vehículo, y tiene la opción de seleccionar si la transmisión es automática o manual. Todos los juegos de la serie tienen alguna forma de modo multijugador que permite a los jugadores competir entre sí a través de una pantalla dividida, una red LAN o Internet.
Aunque los juegos comparten el mismo nombre, su tono y enfoque pueden variar significativamente.
Por ejemplo, en algunos juegos los coches pueden sufrir daños mecánicos y visuales, mientras que en otros juegos los coches no pueden ser dañados en absoluto; En algunos juegos el software simula el comportamiento del automóvil real (física), mientras que en otros hay más física indulgente.
Con el lanzamiento de Need for Speed: Underground, la serie pasó de competir en coche deportivo en escénicas pistas de un extremo a otro, a una subcultura de importación/modificacion, y carreras de calle en un entorno urbano. Hasta la fecha, este tema se ha mantenido frecuente en la mayoría de los siguientes juegos.
Need for Speed: Shift y su secuela (Shift 2: Unleashed) tomaron un enfoque de simulador de carreras, con carreras en circuito cerrado en pistas reales como Nürburgring y Laguna Seca, y circuitos ficticios de calles en ciudades como Londres y Chicago. Las listas de coches incluyen una combinación de exóticos, coches deportivos e importados , además de los coches de carreras especiales.
La mayoría de los juegos de la franquicia incluyen actividades policiales de alguna forma u otra. En algunos de los juegos con la persecución policial, el jugador puede jugar como el delincuente o el policía. Los conceptos de derrape y “drag” se introdujeron en Need for Speed: Underground. Estas nuevas mecánicas están incluidas en el modo torneo/carrera, aparte de las carreras de calle regulares. En las carreras de derrape, el jugador debe derrotar a otros corredores por el total de la mayoría de los puntos, ganando por la longitud y la duración del derrape hecha por el vehículo del jugador. En las carreras de drag, el jugador debe terminar primero para ganar la carrera, aunque si el jugador choca con un obstáculo, la carrera termina.
El concepto de afinación de automóviles evolucionó con cada nuevo juego, desde centrarse principalmente en la mecánica del coche hasta incluir cómo se ve el coche.
Cada juego tiene mecánicas de personalización del coche que pueden establecer opciones como ABS, control de tracción, o fuerza de empuje descendente, o para actualizar partes como el motor o la caja de cambios. La afinación visual del coche del jugador se vuelve importante en el modo de torneo/carrera después del lanzamiento de Need for Speed: Underground 2, cuando la apariencia es clasificada de cero a diez puntos. Cuando un coche alcanza una calificación visual lo suficientemente alta, el vehículo es elegible para estar en la portada de una revista de ficción.
Al igual que todos los juegos de carreras, la serie Need for Speed cuenta con una lista de coches, modelados y nombrados después de los coches reales. Los coches en la franquicia se dividen en cuatro categorías: coches exóticos, muscle cars, importados y vehículos especiales. Los coches exóticos ofrecen coches exclusivos de alto rendimiento, como el Lamborghini Murciélago, el Mercedes-Benz SLR McLaren, el Chevrolet Corvette y el Ford GT; Muscle cars se refiere a los coches americanos como el Ford Mustang, Dodge Challenger y el Chevrolet Camaro; Mientras que los coches importados japoneses son como el Nissan Skyline y el Mitsubishi Lancer Evolution. Los vehículos especiales son vehículos civiles y policiales que están disponibles para su uso en algunos juegos, como el Ford Crown Victoria en Need for Speed: Hot Pursuit y camiones de basura, camiones de bomberos y taxis en Need for Speed: Carbon.
Originalmente la serie tuvo lugar en escenarios internacionales, como pistas de carreras en Australia, Europa y África. Desde Underground, la serie ha tenido lugar en ciudades metropolitanas ficticias. El primer juego ofreció tráfico en modo "cabeza a cabeza", mientras que el tráfico de juegos posterior se puede encender y apagar, y en Underground, el tráfico es un obstáculo fijo. La mayoría de los juegos recientes de Need for Speed se establecen en lugares ficticios de nuestro mundo, en diferentes períodos de tiempo. Estos incluyen, pero no se limitan a, Olimpic City, Bayview, Rockport, Palmont, el condado de Seacrest, la ciudad de Fairhaven y Ventura Bay.

## Origen de la serie
La serie Need for Speed fue desarrollada originalmente por Distinctive Software un estudio de videojuegos con sede en Vancouver, Canadá. Antes de la compra de Electronic Arts de la compañía en 1991, había creado populares juegos como: 4D Boxing (1991), Stunts (1990), Test Drive (1987) y Mission Impossible (1991). Test Drive y Test Drive II: The Duel fueron los juegos base principales con los que se inició la saga Need for Speed. Sin embargo, la empresa (DSI) fue comprada en 1991 por 11 millones de dólares, con lo que se le cambió el nombre por Electronic Arts Canada. Actualmente, Distinctive Software se conoce como EA Canada.
La compañía capitalizó su experiencia en el dominio, cuando empezó desarrollando la serie de The Need for Speed en 1992. Electronic Arts Canadá continuó desarrollando y ensanchando la franquicia the Need For Speed durante muchos años. La implicación de DSI con NFS decayó al focalizar sus esfuerzos en la creación de la línea de juegos de EA Sports. En 2002, otra compañía de videojuegos de Vancouver, denominados Black Box Games, fueron contratados para continuar la serie con el título Need for Speed: Hot Pursuit 2. Black Box Games fueron adquiridos por Electronic Arts poco antes la publicación del juego y la compañía fue renombrada EA Black Box y llegaron a ser una parte de EA Canadá. Desde entonces EA Black Box ha sido el desarrollador primario del resto de la saga NFS en el ciclo anual entre 2002-2008. En 2009, EA introdujo a Slightly Mad Studios, debido a la caída de las ventas, y lanzaron Need for Speed: Shift, y la propia empresa británica Criterion Games de EA llegó con Hot Pursuit en 2010. En 2011, Slightly Mad Studios lanzó una secuela de Shift, Shift 2: Unleashed mientras EA Black Box lanzó en noviembre de ese año Need for Speed: The Run.
En 2010, EA introdujo una plataforma social, titulada Autolog, para Need for Speed: Hot Pursuit y futuros juegos de la serie. Autolog proporciona funciones sociales para los juegos de Need for Speed a través de una aplicación móvil y un sitio web; Permite a los jugadores seguir el progreso del juego, ver tablas de clasificación, compartir capturas de pantalla con amigos y mucho más.
En E3 2012, el vicepresidente de Criterion Games, Alex Ward, anunció que ya no habría "desarrolladores al azar" en títulos de NFS. Ward no confirmaría que todos los juegos Need for Speed en el futuro serían desarrollados enteramente por Criterion, pero dijo que el estudio tendría "una fuerte participación" en ellos y tendría control sobre los títulos de NFS que serían lanzados en el futuro junto con participaciones de jugadores como protagonistas o antagonistas o parte de la trama de los títulos a futuro como lo es Ryan Cooper en Need for Speed: ProStreet, al igual que otros protagonistas como Jack Rourke en Need for Speed: The Run, junto a estos se han unido otros jugadores que ha formado parte de las tramas de need for speed.
Durante agosto de 2013, se anunció que Criterion sería reestructurado y reducido, y que Ghost Games encabezaría todo el desarrollo futuro de la serie junto con los jugadores que hacen vida como personajes de las sagas need for speed.

## Listado de la serie
Ha habido 25 juegos lanzados en la serie Need for Speed.
| Título                  | Año  | PC                | Consolas                          | Portable                                  | Desarrollador                                                   | Notas |
| ----------------------- | ---- | ----------------- | --------------------------------- | ----------------------------------------- | --------------------------------------------------------------- | --- |
| The Need for Speed      | 1994 | DOS               | 3DO, Saturn, PS1                  | -                                         | Pioneer Studios EA Canada                                       | La versión en 3DO fue la primera en ser lanzada.                                                                           |
| Need for Speed II       | 1997 | Windows           | PS1                               | -                                         | EA (Canada/Seattle)                                             | Prototipos y autos de exhibición disponibles.                                                                              |
| NFS III: Hot Pursuit    | 1998 | Windows           | PS1                               | -                                         | EA (Canada/Seattle)                                             | |
| NFS: High Stakes        | 1999 | Windows           | PS1                               | -                                         | EA (Canada/Seattle)                                             | Road Challenge (Europa, Brasil)                                                                                            |
| NFS: Porsche Unleashed  | 2000 | Windows           | PS1                               | GBA                                       | Eden Games/EA Canada Pocketeers                                 | Porsche 2000 (Europa), Porsche (Alemania, Latinoamérica)                                                                   |
| NFS: Hot Pursuit 2      | 2002 | Windows           | GC, PS2, Xbox                     | -                                         | EA (Black Box/Seattle)                                          | |
| NFS: Underground        | 2003 | Windows           | GC, PS2, Xbox                     | GBA                                       | EA Black Box                                                    | |
| NFS: Underground 2      | 2004 | Windows           | GC, PS2, Xbox                     | GBA, Mobile, DS, PSP                      | EA Black Box                                                    | |
| NFS: Most Wanted        | 2005 | Windows           | GC, PS2, Xbox, Xbox 360           | GBA, Mobile, DS, PSP                      | EA Black Box                                                    | |
| NFS: Carbon             | 2006 | Windows, Mac OS X | GC, PS2, Xbox, PS3, Wii, Xbox 360 | GBA, Mobile, DS, PSP                      | EA (Canada/Black Box)                                           | |
| NFS: ProStreet          | 2007 | Windows           | PS2, PS3, Wii, Xbox 360           | Mobile, DS, PSP                           | EA Black Box                                                    | |
| NFS: Undercover         | 2008 | Windows           | PS2, PS3, Wii, Xbox 360           | Mobile, DS, PSP, Windows Mobile, iOS      | EA Vancouver Exient Entertainment Firebrand Games Piranha Games | |
| NFS: Shift              | 2009 | Windows           | PS3, Xbox 360                     | PSP, Mobile, Windows Mobile, Android, iOS | Slightly Mad Studios EA Bright Light                            | |
| NFS: Nitro              | 2009 | -                 | Wii                               | DS                                        | Firebrand Games EA Montreal                                     | La versión de DSiWare fue llamada Need for Speed: Nitro-X.                                                                 |
| NFS: World              | 2010 | Windows           | -                                 | -                                         | EA Singapur                                                     | Juego de Carreras Masivo Online Free-to-play ; cerrado en 2015.                                                            |
| NFS: Hot Pursuit        | 2010 | Windows           | PS3, Wii, Xbox 360                | Windows Phone, Android, iOS               | Criterion Games                                                 | Versión de Wii desarrollada por Exient Entertainment                                                                       |
| NFS: Shift 2: Unleashed | 2011 | Windows           | PS3, Xbox 360                     | iOS                                       | Slightly Mad Studios                                            | También conocido comoNeed for Speed: Shift 2 Unleashed                                                                     |
| NFS: The Run            | 2011 | Windows           | PS3, Wii, Xbox 360                | 3DS                                       | EA Black Box                                                    | Versiones para Wii/3DS de Firebrand Games                                                                                  |
| NFS: Most Wanted        | 2012 | Windows           | PS3, Wii U, Xbox 360              | PS Vita, Android, iOS                     | Criterion Games                                                 | La versión de Wii U (lanzada en 2013) tenía por título Need for Speed: Most Wanted U                                       |
| NFS: Rivals             | 2013 | Windows           | PS3, PS4, Xbox 360, Xbox One      | -                                         | Ghost Games Criterion Games                                     | Need for Speed Rivals Complete Edition fue lanzado el 21 de octubre del 2014 (incluía todos los DLC y bonus de pre-orden). |
| NFS: No Limits          | 2015 | -                 | -                                 | Android, iOS                              | Firemonkeys Studios                                             | |
| Need for Speed          | 2015 | Windows           | PS4, Xbox One                     | -                                         | Ghost Games                                                     | Reinicio de la serie. Requiere conectividad de Internet consistente.                                                       |
| NFS Payback             | 2017 | Windows           | PS4, Xbox One                     | -                                         | Ghost Games                                                     | Segunda edición después del reinicio en el 2015. Se recupera el juego offline y el pausado real del juego.                 |
| NFS Heat                | 2019 | Windows           | PS4, Xbox One                     | -                                         | Ghost Games                                                     | |
| NFS Unbound             | 2022 | Windows           | PS5, Xbox Series X/S              | -                                         | Criterion Games                                                 | |

1. ↑  <La versión de PSP fue llamada Need for Speed: Underground Rivals, fue lanzada en 2005.>
2. ↑  <La version de iOS fue cancelada debido a las bajas ventas de The Run.>

## Juegos principales

### The Need for Speed(1994)
El primer Need for Speed fue lanzado para 3DO en 1994 con versiones lanzadas para la PC (DOS) (1995), PlayStation y Saturn (1996), que salieron poco después. The Need for Speed y su edición especial eran los únicos juegos de la serie que soportaban DOS, y las versiones posteriores para la PC se ejecutan solo en Windows.
La primera entrega de The Need for Speed fue el único intento serio de la serie para proporcionar una simulación realista de los elementos del manejo de un automóvil a través de la colaboración directa con los miembros de Road & Track. Electronic Arts dejó la dinámica de manejo a los pilotos experimentados de la revista automotriz para que adaptasen el comportamiento del vehículo, incluyendo el sobre realista sobreviraje/subviraje que sigue siendo impresionante décadas más tarde, así como los sonidos de las palancas de cambios y otras funciones. El juego contenía datos de vehículos con comentarios hablados, varias imágenes de "montaje de revista" de cada coche y videos cortos que destacaban los vehículos con algo de música.
La mayoría de los coches y pistas están disponibles al principio del juego, y el objetivo es desbloquear el resto del contenido bloqueado ganando torneos. Esta versión ofreció persecuciones por los coches de la policía, un tema popular a través de la serie. 
Otra versión, llamada The Need for Speed: Special Edition, fue lanzada solamente para la PC en 1996. Ofreció la ayuda para el establecimiento de una red de DirectX 2 y de TCP / IP, además de dos nuevas pistas, pero cambio el sistema de accidente a favor de un reinicio de escena genérica, un tratado del juego de estilo arcade que dominaría la serie después.

### Need for Speed II(1997)
En 1997 fue lanzado el juego Need for Speed II (NFS II), secuela de The Need for Speed. El juego presentaba los autos más raros y exóticos del momento. Entre ellos estaba el Ford Indigo, un auto prototipo. Los lugares de competencia eran exóticos también, ya que se corría en lugares como Asia, Europa, América del Norte y Australia.
Tenía características como: tres modalidades de juego, carrera simple, torneo y una nueva modalidad; Knockout. Esta modalidad consistía en la eliminación del jugador que iba en el último lugar, hasta quedar solo dos, donde el que llegara de primero ganaba la carrera. También el diseño de la pista era más abierto, pues se permitía la salida del auto del asfalto y pasar por atajos. Los sonidos del motor y del claxon eran muy realistas.
Una de las principales diferencias entre The Need for Speed y Need for Speed II, era el hecho de que el II tenía un modo arcade con el que se perdía el realismo del juego; además de ser una de las versiones que no tenía persecuciones policíacas. Para PlayStation, este fue el primer juego que podía usarse con los controles NeGcon, y los dos tipos de Dual Analog - DualShock.
En 1997 fue lanzado Need for Speed II: Special Edition. Era una extensión del juego. Donde incluía circuitos extra y nuevos coches, como el Ferrari F355, o el Italdesign Nazca C2. También soportaba Glide, el estándar de entonces para gráficos 3D usado en las tarjetas de vídeo 3Dfx de Voodoo y Voodoo 2.

### Need for Speed III: Hot Pursuit(1998)
La tercera entrega de la saga fue lanzado en 1998, con el nombre de Need for Speed III: Hot Pursuit. Este juego se volvió revolucionario por darle un nuevo papel a la policía, conocido como el modo Hot Pursuit. Este consiste en que el jugador tiene que ganar la carrera escapando de la policía, o jugar como policía e intentar dar caza y arrestar a los pilotos que infringieran los límites de velocidad. Muchos de los coches y circuitos no están disponibles al comenzar el juego. El objetivo es desbloquearlos al ganar carreras.
El juego disponía de coches exóticos como el Lamborghini Diablo SV, Mercedes-Benz CLK GTR o el Jaguar XJR-15. Dos coches especiales (El Phantom y El Titán) cuyas características son de estabilidad y velocidad extrema, son coches inventados por los desarrolladores, los cuales aparecen en el juego por medio de claves especiales escritas en el «user name» y un coche inventado por los creadores (siendo este el de mejor características) llamado "El Niño". El juego cuenta con 9 carreras con diferentes grados de dificultad. También hay 5 pistas ocultas exclusivas de PlayStation. Estas pistas en particular no están disponibles en el modo de Hot Pursuit.
Need for Speed III: Hot Pursuit aprovecha las ventajas de las capacidades multimedia del CD-ROM, donde incluía comentarios de audio, presentaciones de imágenes y vídeos con música. Este juego fue la primera versión que permitía la descarga de autos nuevos desde Internet. Esta es una de las ediciones de Need for Speed que más ventas ha hecho.

### Need for Speed: High Stakes(1999)
Need for Speed: High Stakes (título en EE. UU.) y Need for Speed: Road Challenge (título europeo) apareció en el verano de 1999. Tenía similitudes con Need for Speed III, especialmente por el hecho de que todos los circuitos de la 3.ª edición estaban presentes en esta.
No obstante, High Stakes tenía nuevos modos de juego:
- High Stakes: modo de carrera en el que la recompensa es el coche del perdedor.
- Getaway: consiste en tratar de escapar de la policía en tanto tiempo como sea posible.
- Career: modo que incorpora un sistema de retribución económica que permite al jugador comprar y vender vehículos, así como mejoras de rendimiento (motor, carrocería, entre otros). Cabe señalar que fue el último juego de la saga para PC que permitía dos jugadores a la vez en un mismo computador, siendo el primero Need for Speed II.

Otra innovación es la introducción de daños. Los coches involucrados en accidentes se ven notoriamente afectados, por lo que pierden efectividad, además de la necesidad de repararlos tras la carrera. En el modo career, se le permitía al jugador hacer modificaciones al coche. Es decir, que el jugador podía llevar el coche a otro nivel más avanzado, teniendo tres niveles para cada coche.
Para PlayStation, juego lanzado algunos meses antes de la versión para PC, el juego presentaba mejoras. Solo las nuevas pistas estaban disponibles, sin las pistas de Need for Speed III, a diferencia de la versión para PC. Además, la IA en el juego era más avanzada; ya que las cinco IA conocidas como Nemesis, Bully y otras, presentaban características diferentes de manejo (Nemesis podía perseguir al jugador mientras ocurría un deslizamiento, mientras que Bully mostraba un estilo más agresivo, y ocasionalmente atacaba el vehículo del jugador). En la versión de PlayStation, el McLaren F1 GTR se basó en la versión de 1997 el "cola larga", mientras que la versión para PC se basó en la versión del 95/96.

### Need for Speed: Porsche Unleashed(2000)
Need for Speed: Porsche Unleashed (título para América del Norte), Need for Speed: Porsche (título alemán y latino) y Need for Speed: Porsche 2000 (solo para Europa), fue el siguiente título de Need for Speed. Este es un juego bastante más detallado que los anteriores, con más modos de juego y más avanzado en gráficas.
Como indica el nombre, esta versión es diferente de las previas porque incluye solo autos Porsche; el juego viene con amplia información sobre estos coches. Los coches se conducen de manera más realista que los títulos anteriores y con unos gráficos mucho más avanzados. El jugador tiene que ganar carreras para desbloquear coches en orden cronológico, desde el año 1950 al 2000.
Una de las principales características es que el juego tiene el concepto de «evolución». El juego trae un modo Factory Driver (Piloto de Pruebas), en donde el jugador tenía que probar Porsches realizando varias hazañas para continuar con su carrera. Muchas de estas pruebas son consideradas muy complicadas. De esta manera se podían desbloquear coches. Además, el jugador debía preparar el motor, reparar los daños y probar automóviles antes de adquirirlos.
El juego también es el primero de la serie, desde el primer Need for Speed, que no presentó Split Screen Mode (a excepción de la versión de PlayStation). El juego no tenía construido un modelo multijugador por red LAN estable. Años después, en el 2003, fue lanzado para Game Boy Advance.
Puede considerarse a este juego como un verdadero simulador, ya que los coches reaccionan de manera esperada en su aceleración, frenado, rebaje de velocidades y al usar el freno de emergencia. Incluso, se nota cuando un auto es de doble tracción o de tracción trasera, o cuando tiene o no puesto el ABS o el control de tracción.

### Need for Speed: Hot Pursuit 2(2002)
También conocido como Need for Speed: Hot Pursuit 2. Este fue el juego de debut de EA Black Box (creados después de la compra de Black Box Games en Vancouver por parte de Electronic Arts), así como el primer juego de la serie Need for Speed para la de sexta generación de consolas, por lo que tenía gráficos mejorados.
Fue la secuela de Need for Speed III, ya que tenía el mismo estilo, que consistía en evadir a la policía y ganar en las mejores pistas presentando largos atajos. Hot Pursuit 2 contaba con 64 misiones, con diferentes modos de juego para poder completarlas. Además, la inteligencia artificial de los policías también se mejoró y se permitía a los usuarios jugar como policías. El modo "persecución" cambió drásticamente, ya que era mucho menos realista que los Need for Speed anteriores; los jugadores simplemente necesitaban dar un pequeño golpe a los corredores cierta cantidad de veces, para arrestarlos, en contraste con las tácticas usadas actualmente, como la maniobra PIT (Precision Intervention Tactic) para inmovilizar al vehículo.
Un importante detalle de este juego, es que a pesar de que los autos se dañan (aunque muy poco), esto solo afectaba la estética del auto, no representando una alteración en su comportamiento, a diferencia de los Need for Speed anteriores, quienes tenían mucho realismo en la forma de juego. También contaba con una inmejorable cantidad de coches deportivos tales como: Porsche Carrera GT, McLaren F1, McLaren F1 LM, Ferrari 360 Spider, Ferrari F50, entre otros.
Esta era la primera versión desde el principio de la serie que no ofreció una cámara "en el asiento de conducción", pauta que marco la transición de EA de los juegos de carreras con conducción realista a las carreras arcade de calle.
Para el modo Multijugador de la versión para PC, el sistema de emparejamiento para Internet, GameSpy, fue usado en vez de jugar a través de una red de área local. Hot Pursuit 2 es también el primer Need for Speed que prescindió de usar pistas sonoras originales rock/techno, y estuvo a favor de canciones interpretadas por artistas bajo licencias de EA Trax Label.
Algunas versiones diferentes del juego fueron lanzadas para cada plataforma de juego como: Xbox, Gamecube. Algunas versiones diferentes de PC, fueron desarrolladas en EA Seattle, mientras que para PlayStation 2, las versiones fueron desarrolladas por Black Box Games en Vancouver, Canadá.

### Need for Speed: Underground(2003)
Need for Speed: Underground fue desarrollado por EA Black Box y lanzado el 17 de noviembre de 2003. Este fue el primer juego de NFS que requirió especificaciones de hardware elevado en tarjetas gráficas. La mayoría de los nuevos elementos de Underground se convirtieron en marcas definitivas en las versiones posteriores de la serie Need for Speed.
Underground pasó de las carreras semiprofesionales y circuitos aislados al estilo de carreras de calle de otras series de carreras arcade: todos los circuitos se convirtieron en parte de un solo mapa, Olimpic City, a excepción de las pistas de derrapes. Underground introdujo dos nuevos modos de juego (Drag and Drift) y más opciones de ajuste que las encontradas en High Stakes. Underground también fue el primer juego de la serie que contó con una historia, contada a través de videos pre-renderizados. En lugar de coches deportivos de lujo, incluye vehículos que pueden encontrarse en cualquier concesionario, como el Mazda MX-5 o el Peugeot 206 entre muchos otros, que están relacionados con la cultura de import tuner (Afinación de importados, debido a que los autos en el juego, en su mayoría de origen japonés, son importados en el mercado estadounidense). Underground fue un gran éxito comercial. Tiene una amplia variedad de opciones de ajuste tales como kits de carrocería, parachoques, spoilers, etc, así como actualizaciones de rendimiento como motores y óxido nitroso. Las carreras en las calles de la ciudad son el foco principal del juego.
Una característica especial de este juego, es que según se va avanzando en el Underground, se van desbloqueando autos, que pueden sustituir al auto en uso, sin que se pierdan las mejoras realizadas en visual, desempeño o vinilos.
El desarrollo era cerrado, es decir no había posibilidad de recorrer libremente la ciudad. La historia consistía básicamente en avanzar por una clasificación de corredores hasta convertirse en el rey de las carreras Underground. Aunque la versión para PC del juego presentaba multijugador en línea, carece extrañamente de modo multijugador local. Esta limitación puede vencerse con el uso de una herramienta "third-party". Además de la versión para PC, también fueron lanzadas versiones para PlayStation 2, Gamecube, Game Boy Advance, Xbox.
Este juego fue la respuesta de EA para los videojugadores y aficionados al tuning puesto que previamente Rockstar Games había lanzado Midnight Club así como también la parafernalia surgida por las películas de la saga Fast & Furious, principalmente por la primera así como algunas películas subsecuentes siendo a cierto modo uno de los primeros juegos que retratan el mundo de las carreras callejeras aunque sin las persecuciones policíacas. Eventualmente esta saga de juegos también se convirtió en la más vendida y un referente para juegos posteriores que tratan el mismo tema.

### Need for Speed: Underground 2(2004)
Need for Speed: Underground 2, fue desarrollado por EA Black Box y lanzado el 15 de noviembre de 2004. Una demo del juego fue colocada como un extra en copias de la colaboración de EA / Criterion, Burnout 3: Takedown.
Underground 2 es una continuación de Need for Speed: Underground, ya que tiene el mismo sistema esencial. La diferencia radica en que en esta versión, el jugador puede ir por la ciudad libremente, encontrando tiendas de pintura, componentes y talleres donde mejorar su auto. También puede encontrar circuitos donde se reúnen para hacer una carrera ilegal, e incluso puede retar a otros conductores de coches modificados que circulan por la ciudad, ganando el que se distancie 300 pies del otro (a semejanza de Tokyo Xtreme Racer).
Entre las características principales del juego, llaman la atención nuevos modos de juego. Se eliminan las carreras de "Knockout" (Eliminación), y se añaden the Underground Racing League (La Liga Underground de Carreras) y Street X (Calle X), así como una nueva forma de escoger las carreras, que consiste en tan solo conducir por la ciudad y acercarse a un ícono de aviso de carrera.
A diferencia de Underground, cuando se escoge un nuevo coche no asimila las características visuales y de prestaciones, es decir, se consigue un coche de serie. La personalización del coche tiene una expansión significativa, de hecho es el juego de la serie Need for Speed en el que más se pueden personalizar los coches visualmente. Se pueden añadir desde capós nuevos hasta bombonas de óxido nitroso en el maletero, pasando por neones bajo el coche e incluso se puede modificar el panel de instrumentos. A su vez, Underground 2 introdujo varios automóviles todoterreno que pueden ser personalizados con igual profundidad.
Esta personalización visual viene acompañada de un sistema de eventos especiales por el cual cada cierto tiempo, una revista de coches ofrecerá el salir en la portada de uno de sus números o DVD, teniendo el jugador que procurar exhibir el coche lo mejor posible y hacer la foto adecuada.
El juego también incluye publicidad por emplazamiento de empresas que no tienen conexión con el mundo del motor, como por ejemplo la aparición del logo de Cingular Wireless, una compañía de telefonía celular estadounidense, dentro del sistema de mensajes cortos y su aparición casi continua durante todo el juego.
El título alcanzó el estado de ventas Platino en Europa el 30 de junio de 2006.

### Need for Speed: Most Wanted(2005)
Need for Speed: Most Wanted fue desarrollado por EA Black Box, lanzado el 16 de noviembre de 2005, y fue uno de los primeros juegos lanzados para la Xbox 360. Fue lanzado en el Nintendo GameCube, Xbox 360, PlayStation 2, Xbox, Game Boy Advance, Microsoft Windows y Nintendo DS. La versión para PlayStation Portable de Most Wanted se llama Need for Speed: Most Wanted 5-1-0.
El juego regresa la serie a sus raíces, presentando persecuciones policiales como protagonistas del juego como en Hot Pursuit. Asimismo incluye un mundo abierto, al igual que Underground 2, (2004) sin embargo, tiene menos personalizaciones para el coche que las presentadas en la serie Underground logrando un tuneo mucho más básico que el anterior. La forma de la historia se presenta significativamente muy diferente a Underground, en los que se muestran efectos CGI, mezclados con actores reales captados en video. El juego presenta una Blacklist (Lista Negra), que consiste en competir contra quince contrincantes - habiendo cumplido antes con una serie de "requisitos" para retarles - que el jugador debe derrotar uno a la vez, desde el 15 hasta el 1, para desbloquear partes, pistas y autos.
Se tienen nuevos modos de juego, siendo en total ocho: Circuit, Sprint, cabinas de peaje, fotos de radar, escapatoria, eliminación, máxima velocidad (la cual se corre a través de un sprint, la diferencia se basa en que se suman los valores de las velocidades a tiempo real con unos radares situados en el Sprint, y el que llega a la meta con mayor velocidad sumada es el ganador). Otros modos no se incluyeron en la versión completa, como: mejor ruta de escapatoria.
Se desarrolla en cuatro zonas distintas, con efectos climatológicos en tiempo real y ambiente envolvente. No se corre de noche, sino entre el amanecer, el mediodía y la puesta de sol. Se ofrecen alrededor de 36 coches, en particular deportivos y turismos asiáticos, estadounidenses y europeos. Además otra incorporación que lo diferencia de los Need for Speed anteriores fue la capacidad de derribar construcciones para escapar de la policía llamadas "pausas de persecución".
Una edición especial del juego, conocida como "Black Edition" fue lanzada, presentando carreras adicionales y más desafíos. También se incluían dos nuevos coches (bonus), una versión especial del BMW M3 GTR E46 y un Chevrolet Cobalt. Además se presenta en la edición un DVD con detrás de escenas. Las dos versiones están disponibles para PlayStation 2, Xbox y PC.
Most Wanted tuvo críticas extremadamente positivas y recibió aclamación universal de los críticos en muchos sitios web de juegos y revistas, elogiando los gráficos, los efectos de sonido y el juego en general. Con 16 millones de copias vendidas en todo el mundo, es el juego más vendido de la franquicia.

### Need for Speed: Carbon(2006)
Need for Speed: Carbon fue desarrollado por EA Black Box y lanzado el 31 de octubre de 2006. Fue el primer juego de Need for Speed para PlayStation 3 y Wii y el último juego de NFS para Nintendo GameCube, Game Boy Advance y Xbox. NFS: Carbon continuó la historia de Most Wanted, sin embargo, el juego tiene mucho menos énfasis en la policía. Carbon vio el regreso de las carreras en la noche, con una selección de coches similares a la de Most Wanted. Carbon introdujo una nueva característica en la que se permite al jugador formar un "equipo" que ayuda al jugador en las carreras. Los eventos de derrape regresaron a la serie en Carbon.
Una característica del juego son las mejoras notorias en los gráficos, nuevos autos. También tiene un nuevo tipo de tuning: el "Autosculpt", que consiste en poder modificar a gusto del usuario piezas de la carrocería tales como parachoques, faldones, capó, alerón, tomas de aire de techo, llantas e incluso rebajar techo en los vehículos tipo Muscle. "Autosculpt" también permite, aparte de modificar los elementos de la carrocería, personalizar a la medida del usuario la posición, rotación, escala, sesgo y color de vinilos, a partir de unos predeterminados. Algo notorio fue la eliminación del modo "Carreras de obstáculos", pero para ello se introdujo un nuevo modo: "Canyon Duel" (Duelo en el Cañón). Este consiste en competir bajando una montaña haciendo un seguimiento contra el "jefe" de dicho cañón en dos carreras, empezando en segundo lugar y la segunda carrera en primer lugar, consiguiendo puntos entre más cerca permanezcas, y si hace el jefe un mejor seguimiento que tu en la segunda carrera pierdes, si caes por un precipicio, pierdes, y si pasas al jefe durante 10 segundos ganas automáticamente sin hacer la segunda carrera.
En esta versión, los vehículos están clasificados con el siguiente criterio: Muscle, "muscle cars" americanos genuinos, tales como el Ford Mustang GT, Chevrolet Camaro SS, Plymouth Hemi Cuda, Dodge Challenger R/T, etc. Estos autos poseen una gran aceleración, pero su manejo es difícil. Exotic, coches de alta gama como el Mercedes-Benz SLR McLaren, Lamborghini Murciélago, Aston Martin DB9, Porsche Carrera GT, etc.; estos coches tienen la rapidez de un "Muscle" y la manejabilidad de un "Tuner". Tuner, coches mayormente japoneses como los son el Mitsubishi Eclipse GT, Nissan Skyline GT-R, Mitsubishi Lancer Evolution IX, Mazda RX-8, Mazda RX-7, etc.; estos coches se manejan más fácil, pero poseen menor velocidad punta.
En un principio el juego fue lanzado solo para PC. Sin embargo luego fue lanzado para Mac DVD, Xbox, Xbox 360, PlayStation 2, PlayStation 3, PSP, Wii, GameCube, Game Boy Advance, Nintendo DS e incluso para teléfonos móviles y para Zeebo. Este es el juego de Need for Speed con más plataformas.

### Need for Speed: ProStreet(2007)
Need for Speed: ProStreet, desarrollado por EA Black Box, fue lanzado en 2007. Las características clave del juego incluyeron el daño realista, un regreso a las carreras en circuito, el modelado y los burnouts. El juego carecía del modo de mundo abierto que se encontraba en los lanzamientos anteriores, en cambio, todas las carreras estaban en pistas de carreras cerradas que tenían lugar en los días organizados. El juego consistía en carreras de drag, desafíos de velocidad, carreras de agarre (carreras de circuito) y carreras de derrape.
Pro Street consiste en ser el mejor corredor de coches del mundo. Incluye un nuevo sistema que refleja daños totales o parciales en el coche, causados por choques de distinta intensidad o vuelcos. Los cuales deben ser reparados con el dinero ganado en las competiciones, o cupones también ganados en las competiciones.
También cuenta con mejoras en la conducción de contrincantes, ya que es mucho más real que las versiones anteriores. Una de las características notorias del juego es que el nitro no es recargable, por lo que solo se tiene una determinada cantidad de "tubos", que pueden ser utilizados completos una vez.
Además, en ProStreet, la tecnología "Autosculpt" (que consiste en crear diferentes partes del coche al gusto) tiene un impacto real en el rendimiento de coche. Por ello, después del diseño del coche, se puede comprobar la aerodinámica de esas mejoras, dentro del túnel de viento. No siempre es aconsejable modificar el coche mucho ya que si por ejemplo se eleva mucho el alerón se pierde aerodinámica y se reduce la velocidad máxima.Otra característica es que podemos poner un vinilo en un lado del coche y otro distinto en el lado opuesto, también podemos colocar llantas diferentes delante y atrás, o seleccionar el color para cualquier pieza del coche.
A diferencia de otros juegos de Need for Speed, ProStreet lleva al competidor a los lugares reales más representativos del mundo, la autopista de Tokyo–Shuto, el desierto de Nevada y las autopistas alemanas. Todas estas localizaciones se han recreado con un detalle exquisito, al igual que los modelos gráficos de los coches. Por último, la banda sonora del juego va acorde con la velocidad y la intensidad de la competición de ProStreet.
Además ha sido añadido el embrague al mando, así si escoges "embrague manual" tendrás que pulsar el embrague mientras cambias de marcha o solo conseguirás subir las revoluciones del motor. También han sido añadidas unas flechas en el suelo que por sus direcciones y sus colores te indicarán en que dirección y a que velocidad deberás tomar las curvas.
El juego está disponible para PlayStation 2, Xbox 360, PlayStation 3, Nintendo DS, PSP, Wii, PC y móviles.

### Need for Speed Undercover(2008)
Need for Speed Undercover, desarrollado por EA Black Box, fue lanzado el 18 de noviembre de 2008. El juego tuvo un ciclo de desarrollo significativamente más largo que los juegos anteriores, teniendo 16 meses para desarrollarse. El presidente de EA Games, Frank Gibeau, declaró que dado que las ventas de ProStreet no estaban a la altura de las proyecciones de EA, la franquicia volvería a sus "raíces". El juego recibió puntuaciones más bajas en agregado que ProStreet. El juego se desarrolla en la ciudad de Tri-City, donde trabajarás con la policía para desbaratar los secretos que hay tras una serie de robos de vehículos. Para ello deberás infiltrarte en una serie de carreras clandestinas en esta ciudad para llegar con el líder de un grupo delictivo, con la ayuda de Chase Linh (Maggie Q), agente del departamento de policía de Tri-City, quien te guiará a lo largo de tu investigación para descubrir la verdad sobre el caso. El modo Historia tiene un desarrollo al estilo cinematográfico, contando con actores reales en cada una de las cinemáticas.
En Undercover toma sorpresa en las mejoras y en el modo del juego, aún sin borrar el sello que caracteriza a la saga Need For Speed. Se ha mejorado el manejo haciéndolo más útil tanto en las carreras como en las persecuciones, el daño que se refleja durante tu trayecto, la cinematografía real con actores, e incluso el juego en modo en línea, en el cual puedes ser corredor o policía.
La gama de coches es de lo más selecto en esta versión, desde el Porsche GT2, Chevrolet Camaro Concept, Nissan GT-R (patrulla), hasta el coche de calle más rápido del mundo, el Bugatti Veyron, pasando por el ya clásico en la saga Mazda RX-7, Toyota Supra, BMW M3 entre otros.
El juego se encuentra disponible para PC y las consolas Xbox 360, PlayStation 3, PlayStation 2, Wii, PSP, Nintendo DS, iPhone(2G Y 3G), iPod touch(1G y 2G) y PlayBook (Tablet BlackBerry).

### Need for Speed Shift(2009)
Need for Speed: Shift, desarrollado por Slightly Mad Studios, fue lanzado el 15 de septiembre de 2009. Cuenta con más de 60 coches y 19 pistas, algunas de las cuales son pistas con licencia real, mientras que otras son ficticias. La simulación de conducción mejorada fue acompañada por una dificultad adaptativa, mientras reintrodujo una vista de cabina. NFS: Shift se centró en la simulación de carreras en lugar de las carreras de arcade de títulos anteriores.
Dirigido a una audiencia más "ruda" de videojugadores, Shift vuelve al estilo de simulación de coche de turismo de su predecesor, NFS: ProStreet. Aunque la jugabilidad de estos dos títulos es similar, Shift recrea el manejo de coches de forma mucho más realista que su predecesor, y no contiene una historia. Al iniciar el modo carrera, el jugador realiza dos vueltas alrededor del hipódromo Brands Hatch para determinar su habilidad. Una vez completado, el jugador es bienvenido a la 'NFS Live World Series', y debe ganar estrellas en las carreras para ganar dinero y desbloquear nuevas carreras y niveles.
El juego se encuentra disponible para Compatibles PC y las consolas Xbox 360, PlayStation 3, PSP, iPod touch, iPhone y Teléfonos Android.

### Need for Speed: World(2010)
Need for Speed: World fue un juego de carreras MMO free-to-play  exclusivo para Windows-PC.
Tomó el estilo de juego de Most Wanted y Carbon, centrándose en las carreras callejeras ilegales, tuning y persecuciones policiales, y agregando elementos clásicos de MMO a la mezcla. World incluso incorporó réplicas casi exactas de las ciudades de Rockport y Palmont, las ciudades de Most Wanted y Carbon, respectivamente, en su diseño de mapas. World estaba originalmente programado para un lanzamiento asiático en el verano de 2009, sin embargo el juego no fue lanzado en ese momento y se retrasó mundialmente hasta el 27 de julio de 2010. En octubre de 2009, el juego estaba en pruebas beta públicas limitadas a los residentes de Taiwán.
La versión beta fue lanzada el 2 de junio de 2010. El juego fue lanzado a los jugadores que tenían el Starter Pack el 20 de julio de 2010, y el resto de jugadores el 27 de julio de 2010. Anteriormente, los jugadores que no compraron el Starter Pack no fueron capaces de progresar más lejos del nivel 10; El límite de nivel para esos jugadores se eliminó el 8 de septiembre de 2010, lo que permite la progresión y disponibilidad a todos los jugadores. Los jugadores en última instancia estaban limitados a llegar al nivel 60 solamente, y se podía tener un garaje de más de 150 coches.
El 15 de abril de 2015 se anunció que Need for Speed World estaría cerrando sus servidores el 14 de julio de 2015. Pronto eliminaron la capacidad de crear nuevas cuentas para el juego y comenzaron a liquidar su apoyo para ello. Desde el anuncio, se anunciaron varias promociones de "fin del mundo" en los eventos de juego, pero muchos de los jugadores ya habían abandonado.

### Need for Speed: Hot Pursuit(2010)
Need for Speed: Hot Pursuit es la decimocuarta entrega de la serie. fue publicado el 16 de noviembre del 2010, desarrollado por Criterion Games y publicado por Electronic Arts para PlayStation 3, Xbox 360, Microsoft Windows, Wii, Android e iPhone. la versión para Wii, fue desarrollada por Exient. El juego ha sido descrito como una «revolucionaria» adición de la saga Need for Speed.
Hot Pursuit se centra en un lugar ficticio llamado "Seacrest County". Que permite al jugador correr durante varios kilómetros. Además, el juego cuenta con un sistema de armas que permite inmovilizar tanto a la policía como a los corredores. Dispone también de un sistema de interacción social llamado Autolog, algo así como una red social dentro de un juego. También contiene dos modalidades: carrera y multijugador, pudiendo acceder a este último hasta ocho jugadores en línea. Se puede elegir jugar con un gran número de vehículos tanto de policía como de corredor.

### Shift 2 Unleashed(2011)
La secuela de Need for Speed: Shift, Shift 2: Unleashed fue desarrollado por Slightly Mad Studios y lanzado el 29 de marzo de 2011. Shift 2 incluye la función Autolog introducida en Hot Pursuit. También incluye características como carreras nocturnas, una cámara en el casco y un modo de carrera más profundo. Shift 2 cuenta con más de 140 vehículos disponibles para carreras y tuning, un número más pequeño en comparación con otros juegos de carreras como Forza Motorsport 3 y Gran Turismo 5. También hay 40 lugares del mundo real incluyendo Bathurst, Spa-Francorchamps y Suzuka, así como Circuitos ficticios.
La Edición Limitada cuenta con 3 vehículos desbloqueados, y un adicional de 37 eventos en modo carrera . Dos contenidos descargables fueron lanzados para Shift 2.

### Need for Speed: The Run(2011)
Need for Speed: The Run fue desarrollado por EA Black Box, y lanzado el 15 de noviembre de 2011. El juego continuó la idea de carreras callejeras de los títulos anteriores de Black Box, con una historia basada en una carrera a través de Estados Unidos desde San Francisco a Nueva York. Lanzado para PC, PS3, Xbox 360, Wii, Nintendo 3DS y teléfonos móviles. Esta edición de Need For Speed tiene un argumento más sólido a comparación de las entregas anteriores, en un mundo de carreras ilegales y de alto riesgo, además de que esta vez el jugador podrá ver al personaje, adicionalmente, los vídeos esta vez son hechos usando el motor gráfico del juego (sin contar con elementos "Live Action" como en Carbon y Undercover).
El juego incluyó eventos de QT (quick-time) y por primera vez en la historia de NFS, el jugador podía salir de su coche y viajar a pie. The Run fue impulsado por el motor Frostbite 24 de DICE, convirtiéndose en el primer juego que no es de disparos y uno de los primeros títulos de consola en utilizar el motor. Además, el NFS Autolog también se usó en el juego.
The Run emplea una amplia gama de vehículos del mundo real, que pueden ser alterados con actualizaciones de rendimiento y actualizaciones visuales. Un sistema XP (puntos de experiencia) se utiliza para desbloquear coches y eventos. La edición limitada cuenta con tres coches exclusivos y cinco desafíos exclusivos con recompensas de bonificación y logros.

### Need for Speed: Most Wanted(2012)
Need for Speed: Most Wanted fue desarrollado por el desarrollador de juegos británico Criterion Games, y lanzado el 30 de octubre de 2012. El juego utilizó el IP de Most Wanted, a pesar de que no tiene relación alguna con el título original de 2005, a diferencia de la reedición de Hot Pursuit. Este fue el primer juego realizado después de que Criterion Games se hiciera cargo de la serie NFS que dejó Black Box. Fue publicado el 31 de octubre de 2012 para PC, PS3, PlayStation Vita y Xbox 360.
El nombre de la ciudad donde se desarrolla la historia es Fairhaven City, con ciertas similitudes a la ciudad de Rockport.
El catálogo de coches es muy variado, algunos de ellos son el Caterham Superlight R500, Chevrolet Camaro ZL1, Porsche 918 Spyder, Dodge Viper 2013, Lamborghini Aventador LP700-4, BMW M3 Coupe, Ford F-150 Raptor, entre otros, la única desventaja es que hay que buscarlos. La colección se extiende con los packs de DLC Ultimate Speed y el Deluxe Bundle (Movie Legends, NFS Heroes, Terminal Velocity).

### Need for Speed: Rivals(2013)
Need for Speed: Rivals fue desarrollado por Ghost Games (anteriormente EA Gothenburg) en asociación con Criterion Games, y fue lanzado el 15 de noviembre de 2013 para PlayStation 4, el 19 de noviembre de 2013 para Microsoft Windows, PlayStation 3 y Xbox 360 y el 22 de noviembre de 2013 para el Xbox One. Funciona con el motor Frostbite 3 de DICE. Tiene el mismo concepto básico que Need for Speed: Hot Pursuit, pero con nuevas características como el sistema AllDrive, y varias tecnologías de persecución.
Need for Speed Rivals ofrece un modo de juego similar a los juegos Need for Speed anteriores, como Need for Speed: Most Wanted y Need for Speed: Hot Pursuit. Los jugadores asumen el papel de un corredor o policía, con cada lado de la ley que ofrece su propio estilo de juego. Rivals cuenta con once gadgets actualizables tales como EMPs, ondas de choque, tiras de púas y la capacidad de llamar a los bloqueos de carretera. El juego tiene lugar en un lugar ficticio conocido como Condado de Redview. El mundo abierto cuenta con una configuración similar a Most Wanted, con varios saltos, trampas de velocidad y coches desbloqueables, así como atajos que no se muestran en el mapa.
El juego permite al jugador poder correr y competir con más jugadores gracias a su característica más relevante que es el NFS NETWORKS (Característica multijugador de los juegos NEED FOR SPEED), permite que los jugadores conozcan la puntuación de sus amigos y conocer nuevos alrededor del mundo abierto. La speedlist es su lista de retos que igual es posible su realización en equipo siendo policía o corredor.

### Need for Speed(2015)
Need for Speed (2015) lanzado el 21 de mayo de 2015 por EA y Ghost Games, revelaron Need for Speed como un reinicio completo de la franquicia. El juego fue lanzado el 3 de noviembre de 2015 para PlayStation 4 y Xbox One, con un lanzamiento para Microsoft Windows (via Origin) el 15 de marzo de 2016.
El primer video de la compilación pre-alpha de Need for Speed fue revelado en la conferencia de prensa de EA en E3 el 15 de junio de 2015. La presentación de E3 muestra una parte de la historia, seguida de la personalización de un Subaru BRZ que mostró el nuevo y mejorado sistema de personalización, y la "cámara de acción", que más tarde se reveló como uno de los cinco ángulos de cámara diferentes. Hay cinco tipos de juego diferentes: velocidad, estilo, tripulación, construcción y proscripción donde los jugadores pueden ganar puntos por involucrarse en el progreso en el juego a través de cinco historias superpuestas. Need for Speed tiene lugar en la ciudad ficticia de Ventura Bay y sus alrededores que se basa en Los Ángeles.
El juego es un reinicio de la saga Need for Speed, que trata de volver al clásico estilo de la era Underground (Need for Speed: Underground, Need for Speed: Underground 2, Need for Speed: Most Wanted, Need for Speed: Carbon, Need for Speed: ProStreet y Need for Speed: Undercover) (2003-2008), con características como el tuning, las persecuciones policiales y un modo historia con actores reales, vista en entregas como Most Wanted, Carbon y Undercover.

### Need for Speed Payback(2017)
Need For Speed: Payback fue lanzado el 10 de noviembre de 2017 y se sabe que va a romper con todos los esquemas de la franquicia de NFS. La personalización en la nueva entrega de la saga será más importante que nunca y que, además, se podrá jugar offline y pausar el juego, al contrario de lo que sucedía en las últimos Need For Speed, también volverán algunos modos vistos anteriormente como carreras de drag y algunas nuevas como las carreras a campo abierto, también, se podrán recoger coches siniestrados y repararlos para hacerlos nuestros, algo similar a lo visto en la serie Forza Horizon (de la franquicia de videojuegos Forza Motorsport). Desde Ghost Games han asegurado que la personalización va a ser más importante que nunca, no solo en el nuevo juego de esta franquicia, sino también en los próximos que vendrán. Los desarrolladores han pensado en todo: tanto si quieres dedicarte a personalizar tu coche o salir a quemar rueda. El juego tiene tres personajes jugables: Tyler, Mac y Jess (similar a lo ocurrido en Need for Speed: The Run).

### Need for Speed Heat(2019)
El tráiler de presentación de Need for Speed Heat fue revelado el 14 de agosto de 2019, con una fecha de lanzamiento para el 8 de noviembre del mismo año en las plataformas PlayStation 4, Xbox One y Microsoft Windows. La desarrolladora Ghost Games explicó que los aspectos principales del juego serían una conducción más profunda, mayores opciones de personalización, una cultura urbana más presente y una narración inmersiva. La historia del modo campaña se desarrollará en Palm City, un mundo abierto en donde los pilotos callejeros se reúnen para alcanzar la fama y el reconocimiento. Durante el día, todos los usuarios competirán en Speedhunters Showdown, una competición autorizada en la que se pueden ganar fondos para comprar mejores autos y elementos de personalización. Sin embargo, al caer la noche, los jugadores deben arriesgarse a competir en carreras ilegales a merced de las fuerzas policiales corruptas que intentarán darles caza y quedarse con sus ganancias.

### Need for Speed Unbound(2022)
Es un videojuego de carreras lanzado el 2 de diciembre del año 2022 desarrollado por Criterion Games y publicado por Electronic Arts para Microsoft Windows, PlayStation 5 y Xbox Series X/S. Es la vigésima quinta entrega de la serie Need for Speed, la primera para Criterion desde Need for Speed: Rivals de 2013 con Ghost Games y el primero con Criterion Games como desarrollador principal desde Need for Speed: Most Wanted en 2012.

## Otros juegos
Además de las versiones mencionadas antes, existen versiones que han sido lanzadas para diferentes videoconsolas y equipos. Entre las versiones más conocidas están:

### Need for Speed: V-Rally(1997)
Esta versión fue lanzada solo para PlayStation, posteriormente lanzado en Dreamcast. Anteriormente era un juego europeo conocido como V-Rally. Sin embargo, cuando los derechos del juego fueron liberados, fueron adquiridos por Electronic Arts en 1997. Luego, en Estados Unidos fue lanzado con el nombre ''Need for Speed: V-Rally'', en un intento por aumentar las ventas de los juegos de rally en Norteamérica.

### Need for Speed: V-Rally 2(1998)
Al igual que con el V-Rally original, EA adquirió los derechos para publicar la versión de PlayStation de V-Rally 2. Infogrames publicó la versión de Dreamcast del juego en Estados Unidos como Test Drive: V-Rally.

### Need for Speed: Web Racing(2001)
Need for Speed: Web Racing fue una conversión solo en línea de Need for Speed III: Hot Pursuit disponible en 2001 como parte del servicio Platinum de EA.com. Se incluyeron 11 autos y varios recorridos de Need for Speed III, así como un recorrido del primer Need for Speed. Se pusieron a disposición los modos para un jugador y multijugador.

### Motor City Online(2001)
Originalmente concebido como parte de la serie Need for Speed bajo el título Need for Speed: Motor City, todos los elementos de un solo jugador fueron descartados a favor de un modelo en línea con gráficos del Porsche. El resultado, Motor City Online fue un juego MMO de carreras lanzado por EA el 29 de octubre de 2001. El objetivo del juego era comprar coches clásicos, afinarlos y competir contra otros jugadores. Debido a la crisis del juego, poco antes del cierre, fueron añadidos el Toyota Supra y el Mitsubishi Eclipse como experimento para ver si introduciendo coches modernos conseguían reavivarlo, a petición popular, pero no funcionó, y echaron definitivamente el cierre. El juego se desconectó en menos de dos años para permitir que EA se centrara en The Sims Online. Más tarde, EA, desarrollaría un nuevo juego de carreras en línea, Need for Speed: World.

### Need for Speed: Top Speed(2002)
Need for Speed: Top Speed fue un juego de carreras promocional solo en línea lanzado el 1 de octubre de 2002, como parte de la iniciativa de programación First Play de AOL Games solo en línea de EA Pogo y America Online. Creado para promocionar la película IMAX de MacGillivray Freeman de 2002 Top Speed y el entonces nuevo Porsche Cayenne Turbo, el juego utiliza tres pistas existentes de Porsche Unleashed cuyo nombre se refirió a ubicaciones canadienses debido al patrocinio de Travel Alberta Canada.

### Need for Speed: Underground Rivals(2005)
Need for Speed: Underground Rivals fue lanzado para PlayStation Portable (PSP) en 2005 para Japón en febrero, Estados Unidos en marzo y Europa en septiembre. En términos el diseño el juego era muy similar a la serie Underground, ya que permitía a los jugadores seleccionar y conducir los coches adquiridos en el garaje, así como la personalización del mismo (partes del coche, spoilers, entre otros). El juego presentaba un par de temas musicales nuevos, y algunos otros de versiones anteriores de Need for Speed.

### Need for Speed: Most Wanted 5-1-0(2005)
Need for Speed: Most Wanted 5-1-0 es un spin-off para PlayStation Portable de Most Wanted, lanzado el mismo día que su contraparte de consola y computadora personal. Similar a Most Wanted, Most Wanted 5-1-0 presenta una lista negra similar 15 y un modo Carrera, con la adición de "Tuner Takedown", un modo "Be the Cop" que no aparece en Most Wanted. Most Wanted 5-1-0 carece de muchos elementos de sus contrapartes de consola y PC, como escenas de corte, una historia y un modo de itinerancia libre, y contiene diferencias menores (incluida la inclusión del nombre real de un corredor de la lista negra en lugar de su apodo). El título del juego se basa en los números 5-1-0, que es el código policial para las carreras callejeras.

### Need for Speed: Nitro(2009)
Need for Speed: Nitro es el primer juego de la franquicia NFS hecho exclusivamente para Nintendo DS y Wii, que ofrece un estilo de juego arcade y apunta a un público casual. Nitro fue lanzado el 3 de noviembre de 2009 en Norteamérica y en Europa el 6 de noviembre de 2009. Need for Speed: Nitro también estaba disponible como un juego multijugador social en Facebook.
Need for Speed Nitro-X (2010) fue una nueva mejora del NFS: Nitro con el fin de adaptarlo al DSi / XL y el sistema 3DS. Esencialmente la versión original, se actualizó con varias mejoras: 18 vehículos con licencia; Nuevas unidades de policía; Etiquetas personalizadas; 16 pistas actualizadas; Un modo de carrera revisado; Partidos multijugador locales para hasta 4 jugadores; Y nuevas recompensas y desbloqueables. El juego fue lanzado como una descarga digital, lanzado el 15 de noviembre de 2010 en América del Norte y el 26 de noviembre de 2010 en Europa.

### Need for Speed: No Limits(2015)
Need for Speed: No Limits fue lanzado en 2015 para iOS y Android, como un spin-off en la serie de videojuegos Need for Speed, desarrollada por Firemonkeys Studios y publicada por Electronic Arts. Es el primer título original de la franquicia hecho exclusivamente para dispositivos móviles, a diferencia de los juegos móviles pasados en la serie que eran simplemente adaptaciones de varios juegos de Need for Speed realizadas por terceros.

### Need for Speed: Edge(2016)
Need for Speed: Edge fue un juego de carreras MMO free-to-play que desarrollado por EA Spearhead (antes EA Korea) y publicado por Nexon de Corea del Sur y Tencent Interactive Entertainment (conocido como Need for Speed Online) en China. Es el tercer juego gratuito en la franquicia en general, también el único juego de carreras gratis que se ejecuta en el motor de juego Frostbite 3. Se basa en el título Need for Speed Rivals.

## Juegos cancelados

### Need for Speed 64(cancelado)
A fines de la década de 1990, EA Canadá se asoció con Paradigm para trabajar en una entrada en la serie para Nintendo 64. En la revista Next Generation se describió que tenía pistas y vehículos exclusivos, compatibilidad con Rumble Pak y la mecánica de juego característica de la serie. El juego finalmente fue cancelado entre finales de 1998 y principios de 1999. Electronic Arts había firmado un acuerdo con Volkswagen para hacer un juego en torno al New Beetle, alterando así el proyecto Need for Speed 64 en Beetle Adventure Racing!.

### Need for Speed 10(cancelado)
Need for Speed 10 fue un concepto lanzado a Electronic Arts alrededor de 2008. La página del portafolio de un ex director de presentación de EA Black Box dice que el "objetivo" del juego era responder a la pregunta "¿Cómo se puede carreras callejeras tienen lugar en una ciudad estadounidense posterior al 911?" El arte conceptual representa a un grupo de corredores callejeros llamado "TerrorFive", junto con una maqueta del juego en la que los jugadores aparentemente piratean autos de policía.

### Need for Speed: Millionaire(cancelado)
"Need for Speed: Millionaire" fue una entrada cancelada solo en línea desarrollada por Criterion Games, que comenzó a desarrollarse alrededor de 2008 después del lanzamiento de "Burnout Paradise" y "Need For Speed: Undercover". Habría visto al jugador y sus amigos emprender aventuras después de ganar la lotería y comprar muchos superdeportivos, descrito por el director de Criterion, Alex Ward, como "Freeburn se encuentra con los desafíos de Top Gear". Se trabajó en el juego durante seis meses y tenía una versión jugable, pero se canceló a favor de "Need for Speed: Hot Pursuit".

## Popularidad
La gigantesca popularidad del juego también repercutió en sus usuarios ya que el juego también difundió y publicitó el tuning en los vehículos, pero igualmente es criticado ya que según dicen algunos expertos «incita las carreras ilegales o picadas», principalmente el motivo por el cual la marca de coches Toyota no continuó licenciando sus automóviles a partir de Need for Speed: Heat.
Así mismo, ha considerado a muchos automóviles (sobre todo los de sus protagonistas y antagonistas) de cierto culto, en especial con el BMW M3 GTR E46 del protagonista, el Chevrolet Corvette C6 Z06 del sargento/cazarrecompensas Cross, ambos de Need for Speed: Most Wanted y Need for Speed: Carbon, el Ford Mustang GT de Clarence "Razor" Callahan, el Audi Le Mans quattro de Darius, antagonistas de Most Wanted y Carbon respectivamente, el Nissan Skyline GT-R R34 de Eddie de Need for Speed: Underground, el Nissan 350Z de Rachel de Need for Speed: Underground 2, el Nissan 240sx (S13) de Ryan Cooper o el Lancer Evolution X de Ryo Watanabe de Need for Speed: ProStreet.

## Adaptaciones cinematográficas

### Need for Speed: La película(2014)

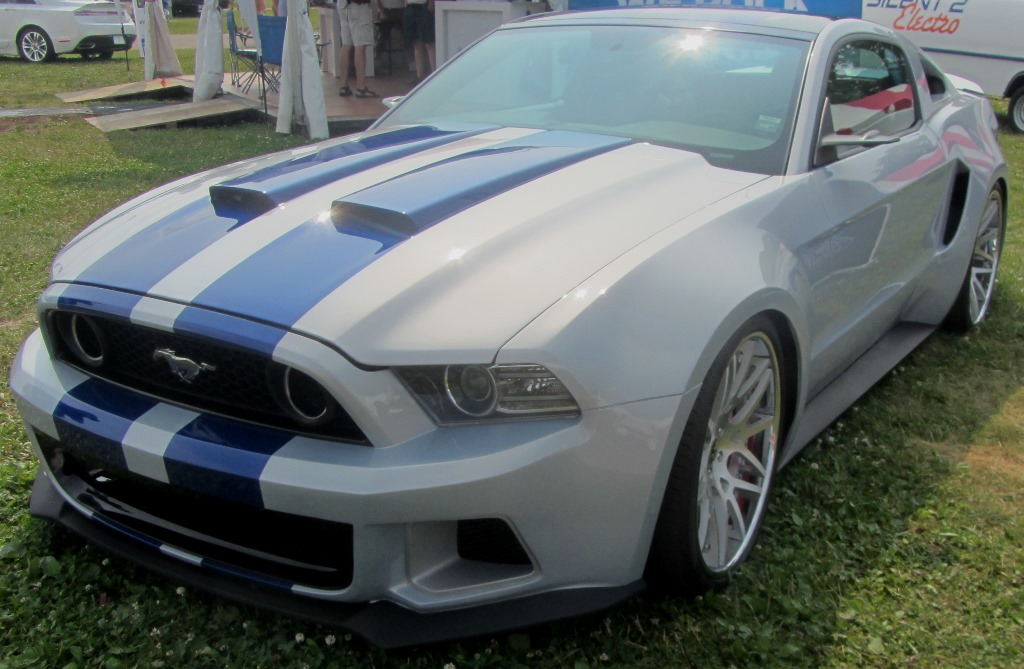
Uno de los dos Ford Mustang Shelby GT500 de 2013 que sobrevivieron al rodaje de Need for Speed.

EA trabajó con DreamWorks Studios y Touchstone Pictures para crear una versión cinematográfica de Need for Speed protagonizada por Aaron Paul como Tobey Marshall y producida y co-distribuida por John Gatins y George Nolfi. La historia se basa en un mecánico y corredor callejero que fue inculpado de un asesinato de su mejor amigo Pete Coleman cuyo asesino es Dino Brewster. La película fue lanzada el 14 de marzo de 2014, y a pesar de recibir críticas negativas terminó recaudando más de $200 millones en la taquilla mundial. En abril de 2015, se informó que una secuela sería producida por China Movie Channel, Jiaflix, y 1905.com en asociación con EA Games.